# سكيت كندا الدولية
سكيت كندا الدولية هي مسابقة دولية للتزلج على الجليد في مستوى عالٍ تقام كجزء من سلسلة جائزة الاتحاد الدولي للتزلج الكبرى للتزلج الفني على الجليد. تُمنح الميداليات في أربعة تخصصات: فردي الرجال، فردي السيدات، التزلج الثنائي والرقص على الجليد.من 2006 حتى 2010 سميت المسابقة باسم هوم سينس سكيت كندا الدولية.